# AZ in het seizoen 2012/13
In het seizoen 2012/13 speelde AZ in de Eredivisie. Ook speelde AZ dit seizoen in de toernooien om de KNVB Beker en de Europa League. Door de vierde plek van vorig seizoen stroomde AZ op 23 augustus 2012 in de play-offronde van deze Europa League. De jaarlijkse open dag vond dit seizoen plaats op 28 juli.
Dit seizoen was het laatste van het driejarenplan waarmee AZ gezond gemaakt diende te worden, na het faillissement van hoofdsponsor en eigenaar DSB Bank en DSB Beheer in oktober 2009. Ná het huidige seizoen zou AZ volgens plan geheel schuldenvrij moeten zijn en weer op eigen benen kunnen staan. Op 12 maart werd echter bekendgemaakt dat AZ reeds schuldenvrij is en de laatste banden met de curator met ingang van dit seizoen verbroken zijn. Hoewel het salarishuis van de spelersgroep nog niet volledig volgens plan verkleind is, is hiermee een einde gekomen aan een zeer bewogen periode voor AZ.
Uiteindelijk werd het seizoen 2012/2013 voor AZ een matig seizoen. Al in de play-offronde van de Europa League wordt AZ uitgeschakeld door Anzji Machatsjkala van Guus Hiddink. In de competitie wilde het ook niet vlotten. Zelfs naar onderen kijken was meer aan de orde, want uiteindelijk bereikte AZ even de 15e plaats. Maar na een goed slotakkoord eindigde AZ dit seizoen op de 10e plaats. In de KNVB Beker was er wel succes na SC Veendam, amateurs van Sneek Wit Zwart, FC Dordrecht, FC Den Bosch en Ajax te verslagen te hebben, versloeg AZ in de finale ook PSV met 2-1. Hierdoor wist AZ zich toch nog te verzekeren van Europees voetbal in het seizoen 2013/2014.

## Selectie

### Eerste elftal
| No. | Nat.                      | Pos. | Naam                    | C. tot | Mut. |  | No. | Nat.               | Pos. | Naam              | C. tot | Mut. |
| --- | ------------------------- | ---- | ----------------------- | ------ | ---- |  | --- | ------------------ | ---- | ----------------- | ------ | ---- |
| 1   | Vlag van Costa Rica       | D    | Esteban Alvarado        | 2015   |      |  | 18  | Vlag van Nederland | A    | Mikhail Rosheuvel | 2016   |      |
| 2   | Vlag van Zweden           | V    | Mattias Johansson       | 2016   |      |  | 21  | Vlag van Nederland | D    | Erik Heijblok     | 2013   |      |
| 3   | Vlag van Nederland        | V    | Dirk Marcellis          | 2014   |      |  | 22  | Vlag van Nederland | A    | Steven Berghuis   | 2017   |      |
| 4   | Vlag van Nederland        | V    | Nick Viergever          | 2014   |      |  | 23  | Vlag van Nederland | A    | Roy Beerens       | 2015   |      |
| 5   | Vlag van Nederland        | V    | Donny Gorter            | 2016   |      |  | 26  | Vlag van Paraguay  | M    | Celso Ortíz       | 2014   |      |
| 6   | Vlag van Nederland        | V    | Etiënne Reijnen         | 2014   |      |  | 28  | Vlag van Finland   | V    | Thomas Lam        | 2016   |      |
| 7   | Vlag van IJsland          | A    | Jóhann Berg Guðmundsson | 2014   |      |  | 32  | Vlag van Nederland | V    | Giliano Wijnaldum | 2013   |      |
| 8   | Vlag van Nederland        | M    | Adam Maher              | 2015   |      |  | 36  | Vlag van Nederland | M    | Ali Messaoud      | 2013   |      |
| 11  | Vlag van België           | M    | Maarten Martens         | 2014   |      |  | 37  | Vlag van Nederland | D    | Hobie Verhulst    | 2014   |      |
| 12  | Vlag van Zweden           | M    | Viktor Elm              | 2016   |      |  | 39  | Vlag van Nederland | M    | Milan Hoek        | 2013   |      |
| 16  | Vlag van Nederland        | D    | Yves De Winter          | 2015   |      |  | 40  | Vlag van Nederland | A    | Fernando Lewis    | 2016   |      |
| 17  | Vlag van Verenigde Staten | A    | Jozy Altidore           | 2015   |      |  | 42  | Vlag van Nederland | A    | Kevin Luckassen   | 2013   |      |
| ??  | Vlag van Noorwegen        | M    | Markus Henriksen        | 2017   |      |  | ??  | Vlag van Kameroen  | M    | Willie Overtoom   | 2016   |      |
| ??  | Vlag van België           | V    | Jonas Heymans           | 2016   |      |  | ??  | IJsland            | A    | Aron Jóhannsson   | 2017   |      |

### Technische staf
| Voetbaltechnisch | Teamverzorging               |              |                    |                      |              |
| Naam             | Functie                      | Contract tot | Naam               | Functie              | Contract tot |
| ---------------- | ---------------------------- | ------------ | ------------------ | -------------------- | ------------ |
| Earnest Stewart  | Directeur voetbalzaken       | onbepaald    | Hans Vonk          | Teammanager          | n.b.         |
| Gertjan Verbeek  | Hoofdtrainer/coach           | 2015         | Joost van der Hoek | Clubarts             | n.b.         |
| Martin Haar      | Assistent trainer            | 2014         | Robbert de Groot   | Inspanningsfysioloog | n.b.         |
| Dennis Haar      | Ass. trainer/coach Jong AZ   | 2014         | Maarten Gozeling   | Hoofd Fysiotherapie  | n.b.         |
| Nick van Aart    | Assistent- en keeperstrainer | 2014         | Johan de Haan      | Fysiotherapeut       | n.b.         |
| Piet Keur        | Spitsentrainer               | 2012         | Jan de Boer        | Verzorger/Masseur    | n.b.         |
| Kees Verver      | Videoanalist                 | n.b.         | Paul Reus          | Materiaalverzorger   | n.b.         |

### Jong AZ / A-Jeugd
| Nat.      | Pos. | Naam                 | Contract |  | Nat.        | Pos. | Naam                 | Contract |
| --------- | ---- | -------------------- | -------- |  | ----------- | ---- | -------------------- | -------- |
| Nederland | D    | Nick Olij            | geen     |  | Nederland   | M    | Raymond Gyasi        | geen     |
| Nederland | D    | Flynn Jochems        | geen     |  | Nederland   | M    | Robert Klaassen      | 2013     |
| Nederland | V    | Jeffrey Ket          | 2013     |  | Nederland   | M    | Joris van Overeem    | 2013     |
| Nederland | V    | Yemaro Hoogdorp      | geen     |  | Nederland   | M    | Thom Haye            | 2014     |
| Nederland | V    | Donny van Iperen     | geen     |  | Nederland   | M    | Ted Amson            | geen     |
| Nederland | V    | Paul Kok             | 2014     |  | Nederland   | M    | Max Keizer           | geen     |
| Nederland | V    | Paulo Bandeira       | geen     |  | Nederland   | A    | Ridgeciano Haps      | 2013     |
| Nederland | V    | Wesley Hoedt         | geen     |  | Nederland   | A    | Zakaria Bourik       | 2014     |
| Nederland | V    | Nick Lammers         | geen     |  | Nederland   | A    | Terell Ondaan        | 2013     |
| Nederland | V    | Lars Nieuwpoort      | 2014     |  | Afghanistan | A    | Meraj Allahdad       | geen     |
| Nederland | V    | Guus van Weerderburg | geen     |  | Nederland   | A    | Joel Donald          | 2015     |
| Nederland | V    | Derrick Luckassen    | geen     |  | Nederland   | A    | Mitchell Fearber     | geen     |
| Nederland | M    | Carlos Groen         | geen     |  | Nederland   | A    | Yovany van der Stelt | geen     |
| Nederland | M    | Raies Roshanali      | geen     |  |             |      |                      |          |

## Transfers

### Aangetrokken
| No. | Nationaliteit            | Positie      | Naam              | Vorige club     | Bijzonderheden |
| --- | ------------------------ | ------------ | ----------------- | --------------- | -------------- |
| 5   | Nederland                | Verdediger   | Donny Gorter      | NAC Breda       |                |
| 12  | Zweden                   | Middenvelder | Viktor Elm        | sc Heerenveen   |                |
| 16  | Nederland                | Doelman      | Yves De Winter    | De Graafschap   |                |
| 18  | Nederland                | Aanvaller    | Mikhail Rosheuvel | Almere City FC  |                |
| 22  | Nederland                | Aanvaller    | Steven Berghuis   | FC Twente       |                |
| ??  | Noorwegen                | Middenvelder | Markus Henriksen  | Rosenborg BK    |                |
| ??  | Nederland Kameroen       | Middenvelder | Willie Overtoom   | Heracles Almelo | *              |
| ??  | België                   | Verdediger   | Jonas Heymans     | Lierse SK       | *              |
| ??  | IJsland Verenigde Staten | Aanvaller    | Aron Jóhannsson   | Aarhus GF       | *              |

### Vertrokken
| No. bij AZ   | Nationaliteit | Positie      | Naam               | Nieuwe club     | Bijzonderheden |
| ------------ | ------------- | ------------ | ------------------ | --------------- | -------------- |
| 14           | Estland       | Verdediger   | Ragnar Klavan      | FC Augsburg     |                |
| 15           | Denemarken    | Verdediger   | Simon Poulsen      | Sampdoria       |                |
| 24           | Nederland     | Verdediger   | Erik Schouten      | FC Volendam     |                |
| 27           | Australië     | Aanvaller    | Brett Holman       | Aston Villa FC  |                |
| 31           | Finland       | Doelman      | Niki Mäenpää       | VVV-Venlo       |                |
| 35           | Nederland     | Aanvaller    | Charlison Benschop | Stade Brest     |                |
| ??           | Finland       | Verdediger   | Niklas Moisander   | Ajax            |                |
| was verhuurd | Servië        | Middenvelder | Sead Mazreku       | n.v.t.          |                |
| was verhuurd | Nederland     | Verdediger   | Milano Koenders    | Heracles Almelo |                |
| ??           | Nederland     | Middenvelder | Erik Falkenburg    | N.E.C.          | Verhuurd *     |
| ??           | Nederland     | Aanvaller    | Ruud Boymans       | N.E.C.          | Verhuurd *     |

* De transfer van deze speler vond plaats tijdens de winter transfer window, die op 1 januari 2013 inging.

## Wedstrijdverslagen

### Vriendschappelijk

#### Voor aanvang seizoen
| |                                                                                            |               | | |
| Dinsdag 3 juli 2012, 19.00 | VV Hollandia T                                                                             | 1 – 9 (1 – 7) | AZ | : Niklas Moisander (1e helft) : Erik Heijblok (2e helft) |
| Sportpark De Kuil, Tuitjenhorn toeschouwers: 3.500 Scheidsrechter: Roelof Luinge                                                         | Van der Gulik 44'                                                                          |               | '1 Ruud Boymans '12 Steven Berghuis '21 Steven Berghuis '28 Donny Gorter (pen) '31 Adam Maher '33 Erik Falkenburg '41 Ruud Boymans '53 Terell Ondaan '86 Kevin Luckassen | 1e helft AZ: Esteban Alvarado; Dirk Marcellis, Niklas Moisander, Nick Viergever, Donny Gorter; Adam Maher, Viktor Elm, Erik Falkenburg; Roy Beerens, Ruud Boymans, Steven Berghuis 2e helft AZ: Erik Heijblok; Mattias Johansson, Etiënne Reijnen, Thomas Lam, Jeffrey Ket; Milan Hoek, Robert Klaasen, Ali Messaoud; Mikhail Rosheuvel, Kevin Luckassen, Terell Ondaan |
| Bijzonderheden: |                                                                                            |               | | |
| |                                                                                            |               | | |
| Zaterdag 7 juli 2012, 17.00 | BKC                                                                                        | 0 – 6 (0 – 3) | AZ | : .... |
| Sportpark Kleine Sluis, Anna Paulowna toeschouwers: 2.000 Scheidsrechter: Barry Van der Lip                                              |                                                                                            |               | '1 Ruud Boymans '43 Ruud Boymans '45 Roy Beerens '62 Kevin Luckassen '73 Etiënne Reijnen '81 Terell Ondaan                                                               | Basisopstelling AZ: Yves De Winter; Dirk Marcellis, Niklas Moisander, Nick Viergever, Donny Gorter; Erik Falkenburg, Adam Maher, Viktor Elm; Roy Beerens, Ruud Boymans, Jóhann Berg Guðmundsson Toegepaste wissels AZ: '46 De Winter Verhulst '46 Moisander Reijnen '46 Viergever Lam '46 Gorter Wijnaldum '46 V. Elm Hoek '46 Beerens Ondaan '46 Boymans Altidore '61 Marcellis M. Johansson '61 Falkenburg Luckassen '61 Maher Klaasen '61 Guðmundsson Berghuis                                                     |
| Bijzonderheden: |                                                                                            |               | | |
| |                                                                                            |               | | |
| Dinsdag 10 juli 2012, 19.00 | VV Dirkshorn                                                                               | 0 – 5 (0 – 2) | AZ | : Nick Viergever (tot 30e min.) : Niklas Moisander (vanaf 30e min.) |
| Sportcomplex VV Dirkshorn, Dirkshorn toeschouwers: 2.200 Scheidsrechter: –                                                               |                                                                                            |               | '11 Adam Maher '20 Viktor Elm '55 Ruud Boymans '85 Ruud Boymans '90 Ruud Boymans                                                                                         | Basisopstelling AZ: Esteban Alvarado; Dirk Marcellis, Etiënne Reijnen, Nick Viergever, Donny Gorter; Erik Falkenburg, Adam Maher, Viktor Elm; Roy Beerens, Jozy Altidore, Jóhann Berg Guðmundsson Toegepaste wissels AZ: '30 Viergever Moisander '46 Esteban De Winter '46 Marcellis Hoek '46 Reijnen Ket '46 Gorter Wijnaldum '46 Beerens Ondaan '46 Altidore Boymans '60 Falkenburg Martens '60 Maher Klaasen '60 V. Elm Berghuis '60 Guðmundsson Haps                                                              |
| Bijzonderheden: |                                                                                            |               | | |
| |                                                                                            |               | | |
| Donderdag 12 juli 2012, 19.00 | FC Presikhaaf                                                                              | 0 – 8 (0 – 3) | AZ | : Niklas Moisander (1e Helft) : Maarten Martens (2e helft) |
| Sportpark Het Lange Water, Arnhem toeschouwers: 1.350 Scheidsrechter: –                                                                  |                                                                                            |               | '29 Viktor Elm '37 Etiënne Reijnen '44 Erik Falkenburg '46 Jóhann Berg Guðmundsson '58 Jóhann Berg Guðmundsson '72 Steven Berghuis '86 Kevin Luckassen '87 Thom Haye     | Basisopstelling AZ: Erik Heijblok; Dirk Marcellis, Etiënne Reijnen, Niklas Moisander, Donny Gorter; Erik Falkenburg, Adam Maher, Viktor Elm; Roy Beerens, Ruud Boymans, Jóhann Berg Guðmundsson Toegepaste wissels AZ: '42 Moisander Ket '46 Heijblok Verhulst '46 Gorter Wijnaldum '46 V. Elm Martens '46 Beerens Ondaan '60 Marcellis Hoek '60 Reijnen Lam '60 Falkenburg Haye '60 Maher Van Overeem '60 Boymans Luckassen '60 Guðmundsson Berghuis                                                                 |
| Bijzonderheden: |                                                                                            |               | | |
| |                                                                                            |               | | |
| Zaterdag 14 juli 2012, 17.00 | AZ                                                                                         | 1 – 1 (0 – 0) | Eskişehirspor | : Rasmus Elm (1e helft) : Maarten Martens (46e min. – 60e min.) : .... (vanaf 60e min.) |
| , Loenen (Gld) toeschouwers: 800 Scheidsrechter: Kevin Blom                                                                              | Thom Haye 82'                                                                              |               | '54 ... Zengin '?? ... Potuk | Basisopstelling AZ: Esteban Alvarado; Dirk Marcellis, Etiënne Reijnen, Nick Viergever, Donny Gorter; Erik Falkenburg, Maarten Martens, Rasmus Elm; Roy Beerens, Jozy Altidore, Steven Berghuis Toegepaste wissels AZ: '30 Beerens Rosheuvel '30 Altidore Boymans '30 Berghuis Haps '46 Esteban De Winter '46 Viergever Ket '46 Gorter Wijnaldum '46 R. Elm Klaasen '60 Marcellis M. Johansson '60 Reijnen Hoek '60 Maartens V. Elm '60 Falkenburg Maher '60 Rosheuvel Haye '60 Boymans Luckassen '60 Haps Guðmundsson |
| Bijzonderheden: |                                                                                            |               | | |
| |                                                                                            |               | | |
| Donderdag 12 juli 2012, 19.00 | AZ                                                                                         | 2 – 0 (1 – 0) | MVV | : Niklas Moisander (1e Helft) : Maarten Martens (2e helft) |
| Sportpark Kleine Sluis, Anna Paulowna toeschouwers: 800 Scheidsrechter: -                                                                | Erik Falkenburg 15' Adam Maher 52'                                                         |               | | Basisopstelling AZ: Esteban Alvarado; Dirk Marcellis, Niklas Moisander, Nick Viergever, Donny Gorter; Erik Falkenburg, Rasmus Elm, Viktor Elm; Roy Beerens, Jozy Altidore, Maarten Martens Toegepaste wissels AZ: '46 Esteban De Winter '46 Moisander Reijnen '46 Viergever Wijnaldum '46 R. Elm Maher '46 V. Elm Guðmundsson '46 Altidore Boymans '60 Gorter Ket '67 Falkenburg Lam '73 Beerens Rosheuvel '73 Marcellis M. Johansson '73 Martens Berghuis                                                            |
| Bijzonderheden: - Dit bleek enkele dagen later de enige wedstrijd te zijn waarbij de broertjes Rasmus en Viktor Elm samenspeelde voor AZ |                                                                                            |               | | |
| |                                                                                            |               | | |
| Woensdag 25 juli 2012, 17.00 | AZ                                                                                         | 4 – 1 (1 – 1) | Istanbul BB | : .... |
| Sportpark Julianapark, Hoorn toeschouwers: 850 Scheidsrechter: Serdar Gözübüyük                                                          | Jozy Altidore 17' Ruud Boymans 48' Jóhann Berg Guðmundsson 55' Jóhann Berg Guðmundsson 86' |               | '14 Samuel Holmén | Basisopstelling AZ: Esteban Alvarado; Dirk Marcellis, Niklas Moisander, Nick Viergever, Donny Gorter; Erik Falkenburg, Adam Maher, Viktor Elm; Roy Beerens, Jozy Altidore, Maarten Martens Toegepaste wissels AZ: '46 Esteban Heijblok '46 Viergever Reijnen '46 Gorter Wijnaldum '46 Falkenburg Guðmundsson '46 Altidore Boymans '56 Marcellis M. Johansson '56 V. Elm Berghuis '67 Moisander Lam '67 Maher Klaasen '67 Beerens Rosheuvel '67 Martens Haye                                                           |
| Bijzonderheden: |                                                                                            |               | | |
| |                                                                                            |               | | |
| Zaterdag 28 juli 2012, 16.00 | AZ                                                                                         | 1 – 2 (0 – 2) | Real Mallorca | : Niklas Moisander (tot 81e min.) |
| AFAS Stadion, Alkmaar toeschouwers: 13.000 Scheidsrechter: Danny Makkelie                                                                | Ruud Boymans 71' Dirk Marcellis ??' Adam Maher ??'                                         |               | '6 Víctor '27 Pina '?? Joao '?? Pina '?? Nunes | Basisopstelling AZ: Esteban Alvarado; Dirk Marcellis, Niklas Moisander, Nick Viergever, Donny Gorter; Erik Falkenburg, Adam Maher, Viktor Elm; Roy Beerens, Jozy Altidore, Maarten Martens Toegepaste wissels AZ: '46 Esteban De Winter '59 Viergever Reijnen '59 Falkenburg Guðmundsson '59 Altidore Boymans '76 Marcellis M. Johansson '76 Gorter Wijnaldum '67 Martens Berghuis '81 Moisander Lam '81 Beerens Rosheuvel '90 Lam Klaasen                                                                            |
| Bijzonderheden: - Deze wedstrijd werd gespeeld op de FAN-dag (Open dag) van AZ.                                                          |                                                                                            |               | | |
| |                                                                                            |               | | |
| Woensdag 1 augustus 2012, 19.00 | SC Cambuur                                                                                 | 1 – 3 (0 – 0) | AZ | : Niklas Moisander (tot 79e min.) |
| Sportpark VV Jubbega, Jubbega toeschouwers: - Scheidsrechter: Reinold Wiedemeijer                                                        | Michiel Hemmen 73'                                                                         |               | '59 Jozy Altidore '74 Erik Falkenburg '78 Donny Gorter (pen) | Basisopstelling AZ: Esteban Alvarado; Dirk Marcellis, Niklas Moisander, Nick Viergever, Donny Gorter; Maarten Martens, Adam Maher, Viktor Elm; Roy Beerens, Ruud Boymans, Jóhann Berg Guðmundsson Toegepaste wissels AZ: '46 Viergever Reijnen '46 Boymans Altidore '46 Guðmundsson Falkenburg '62 Beerens Berghuis '71 Marcellis M. Johansson '79 Moisander Ket '79 Elm Klaasen |
| Bijzonderheden: - Gert-Jan Verbeek (trainer van AZ) werd vandaag 50 jaar.                                                                |                                                                                            |               | | |
| |                                                                                            |               | | |
| Zondag 5 augustus 2012, 17.00 | AZ                                                                                         | 3 – 1 (2 – 0) | Fortuna Düsseldorf | : .... |
| AFAS Stadion, Alkmaar toeschouwers: 3.745 Scheidsrechter: Pol van Boekel                                                                 | Jozy Altidore 20' Donny Gorter (pen) 31' Stelios Malezas 75'                               |               | '80 Ronny Garbuschewski '?? Tobias Levels | Basisopstelling AZ: Esteban Alvarado; Dirk Marcellis, Niklas Moisander, Nick Viergever, Donny Gorter; Erik Falkenburg, Etiënne Reijnen, Adam Maher; Roy Beerens, Jozy Altidore, Maarten Martens Toegepaste wissels AZ: '46 Esteban Heijblok '64 Moisander Guðmundsson '71 Falkenburg Wijnaldum '76 Beerens Berghuis '76 Altidore Boymans '85 Viergever M. Johansson |
| Bijzonderheden: |                                                                                            |               | | |

#### Oktober en Winterstop
| |                                                                        |                                        |                                                                              | |
| Woensdag 10 oktober 2012, 16:30 | AZ                                                                     | 4 – 0 (2 – 0)                          | FC Volendam                                                                  | : .... |
| Sportpark Zuid, Den Burg (Texel) toeschouwers: 800 Scheidsrechter: Mulder | Roy Beerens 12' Ruud Boymans 26' Kevin Luckassen 51' Jozy Altidore 89' |                                        |                                                                              | Basisopstelling AZ: Yves De Winter; Milan Hoek, Dirk Marcellis, Etiënne Reijnen, Donny Gorter; Erik Falkenburg, Robert Klaasen, Celso Ortíz; Roy Beerens, Ruud Boymans, Steven Berghuis Toegepaste wissels AZ: '46 De Winter Heijblok '46 Gorter Haps '46 Falkenburg Messaoud '46 Klaasen Ondaan '46 Beerens Rosheuvel '46 Boymans Luckassen '63 Ortíz Altidore |
| Bijzonderheden: - Deze wedstrijd werd gespeeld zonder de spelers die interland verplichtingen hadden. |                                                                        |                                        |                                                                              | |
| |                                                                        |                                        |                                                                              | |
| Woensdag 9 januari 2013, 16.00* | AZ                                                                     | 3 – 2 (1 – 1)                          | SpVgg Greuther Fürth                                                         | : Nick Viergever (tot 60e min.) : Dirk Marcellis (vanaf 60e min.) |
| Voetbalveld Maxx Royal Hotel, Belek toeschouwers: 150 Scheidsrechter: Ihsan Erhan Sonmez | Donny Gorter (pen) 33' Viktor Elm 58' Ruud Boymans 61'                 |                                        | '29 Zoltan Stieber '49 Nikola Djurdjic '?? Milorad Pekovic '?? Thanos Petsos | Basisopstelling AZ: Esteban Alvarado; Dirk Marcellis, Etiënne Reijnen, Nick Viergever, Donny Gorter; Adam Maher, Markus Henriksen, Viktor Elm; Roy Beerens, Jozy Altidore, Jóhann Berg Guðmundsson Toegepaste wissels AZ: '32 Marcellis M. Johansson '32 Reijnen Lam '32 Gorter Wijnaldum '32 Maher Falkenburg '32 Guðmundsson Berghuis '46 Esteban De Winter '60 M. Johansson Marcellis* '60 Lam Reijnen* '60 Viergever Haps '60 Falkenburg Maher* '60 Henriksen Van Overeem '60 Elm Ortíz '60 Beerens Rosheuvel '60 Altidore Boymans '60 Berghuis Ondaan |
| Bijzonderheden: - De wedstrijd begon om 16.00 uur lokale tijd, oftewel 15.00 uur Nederlandse tijd. - Dirk Marcellis, Etiënne Reijnen en Adam Maher werden na 30 minuten naar de kant gehaald. Vanaf de 60e minuut mochten ze weer mee spelen. |                                                                        |                                        |                                                                              | |
| |                                                                        |                                        |                                                                              | |
| Zaterdag 12 januari 2013, 16.00* | Gençlerbirliği SK                                                      | 1 – 1* (1 – 1) * (Gestaakt na 48 min.) | AZ                                                                           | : Nick Viergever |
| Voetbalveld Maxx Royal Hotel, Belek toeschouwers: 50 Scheidsrechter: Murat Ozcan | Radosav Petrovic 28'                                                   |                                        | '37 Markus Henriksen                                                         | Basisopstelling AZ: Esteban Alvarado; Dirk Marcellis, Etiënne Reijnen, Nick Viergever, Donny Gorter; Adam Maher, Markus Henriksen, Viktor Elm; Roy Beerens, Jozy Altidore, Steven Berghuis Toegepaste wissels AZ: '46 Berghuis Guðmundsson |
| Bijzonderheden: - De wedstrijd begon om 16.00 uur lokale tijd, oftewel 15.00 uur Nederlandse tijd. - Na 30 minuten spelen werd de wedstrijd tijdelijk voor 15 minuten gestaakt wegens hevig onweer. - Tijdens de 43e speelminuut vielen de lichtmasten uit. De scheidsrechter floot hierop voor de rust. - In de 2e helft na 3 minuten spelen (48e min.) vielen de lichtmasten wederom uit. Hierop werd de wedstrijd definitief gestaakt. |                                                                        |                                        |                                                                              | |

### Eredivisie

#### Speelronde 1 t/m 7 (augustus, september)
|                                                                                | |               |                                                                                                  | |
| Speelronde 1 Zondag 12 augustus 2012, 16:30                                    | Ajax | 2 – 2 (1 – 0) | AZ                                                                                               | : Niklas Moisander |
| Amsterdam ArenA, Amsterdam toeschouwers: 48.412 Scheidsrechter: Kevin Blom     | Gregory van der Wiel 9' Daley Blind 45' Kolbeinn Sigthorsson 83'                                                           |               | '48 Jozy Altidore '50 Jozy Altidore '57 Niklas Moisander                                         | Basisopstelling AZ: Esteban Alvarado; Dirk Marcellis, Niklas Moisander, Nick Viergever, Donny Gorter; Erik Falkenburg, Adam Maher, Viktor Elm; Roy Beerens, Jozy Altidore, Maarten Martens Toegepaste wissels AZ: '64 Falkenburg Guðmundsson '84 Altidore Boymans                         |
| Bijzonderheden:                                                                | |               |                                                                                                  | |
|                                                                                | |               |                                                                                                  | |
| Speelronde 2 Zondag 19 augustus 2012, 14.30 uur                                | AZ | 3 – 1 (2 – 0) | Heracles Almelo                                                                                  | : Niklas Moisander |
| AFAS Stadion, Alkmaar toeschouwers: 15.495 Scheidsrechter: Serdar Gözübüyük    | Jozy Altidore 16' Maarten Martens 27' Niklas Moisander 78' Jozy Altidore 90+2'                                             |               | '47 Dragan Paljić '52 Luís Pedro '87 Samuel Armenteros                                           | Basisopstelling AZ: Esteban Alvarado; Dirk Marcellis, Niklas Moisander, Nick Viergever, Donny Gorter; Adam Maher, Erik Falkenburg, Viktor Elm; Roy Beerens, Jozy Altidore, Maarten Martens Toegepaste wissels AZ: '65 Martens Guðmundsson '79 Falkenburg Reijnen '83 Beerens M. Johansson |
| Bijzonderheden:                                                                | |               |                                                                                                  | |
|                                                                                | |               |                                                                                                  | |
| Speelronde 3 Zondag 26 augustus 2012, 12.30 uur                                | AZ | 0 – 0 (0 – 0) | SC Heerenveen                                                                                    | : Maarten Martens |
| AFAS Stadion, Alkmaar toeschouwers: 15.895 Scheidsrechter: Danny Makkelie      | Adam Maher 29' Jóhann Berg Guðmundsson 82' Dirk Marcellis 85' Ruud Boymans 90+3'                                           |               | '63 Marten de Roon '70 Arsenio Valpoort '87 Doke Schmidt                                         | Basisopstelling AZ: Esteban Alvarado; Dirk Marcellis, Etiënne Reijnen, Nick Viergever, Donny Gorter; Adam Maher, Erik Falkenburg, Viktor Elm; Roy Beerens, Jozy Altidore, Maarten Martens Toegepaste wissels AZ: '62 Falkenburg Guðmundsson '75 Beerens Rosheuvel '81 Altidore Boymans    |
| Bijzonderheden:                                                                | |               |                                                                                                  | |
|                                                                                | |               |                                                                                                  | |
| Speelronde 4 Zondag 2 september 2012, 14.30 uur                                | PSV | 5 – 1 (1 – 1) | AZ                                                                                               | : Nick Viergever |
| Philips Stadion, Eindhoven toeschouwers: 32.200 Scheidsrechter: Bas Nijhuis    | Tim Matavž 11' Mark van Bommel 51' Mark van Bommel 54' Marcelo 68' Kevin Strootman 78' Tim Matavž 83' Atiba Hutchinson 90' |               | '7 Etiënne Reijnen '8 Etiënne Reijnen '27 Donny Gorter '28 Adam Maher '53 Dirk Marcellis         | Basisopstelling AZ: Esteban Alvarado; Dirk Marcellis, Etiënne Reijnen, Nick Viergever, Donny Gorter; Adam Maher, Erik Falkenburg, Viktor Elm; Roy Beerens, Jozy Altidore, Steven Berghuis Toegepaste wissels AZ: '13 Berghuis Wijnaldum '46 Falkenburg M. Johansson '76 Beerens Rosheuvel |
| Bijzonderheden:                                                                | |               |                                                                                                  | |
|                                                                                | |               |                                                                                                  | |
| Speelronde 5 Zondag 19 september 2012, 14.30 uur                               | AZ | 4 – 0 (3 – 0) | Roda JC                                                                                          | : Maarten Martens |
| AFAS Stadion, Alkmaar toeschouwers: 15.691 Scheidsrechter: Pieter Vink         | Jozy Altidore 13' Erik Falkenburg 29' Jozy Altidore 40' Jozy Altidore 65'                                                  |               |                                                                                                  | Basisopstelling AZ: Esteban Alvarado; Dirk Marcellis, Giliano Wijnaldum, Nick Viergever, Donny Gorter; Erik Falkenburg, Adam Maher, Viktor Elm; Roy Beerens, Jozy Altidore, Maarten Martens Toegepaste wissels AZ: '73 Martens Henriksen '82 Falkenburg Berghuis '84 Wijnaldum Lam        |
| Bijzonderheden:                                                                | |               |                                                                                                  | |
|                                                                                | |               |                                                                                                  | |
| Speelronde 6 Zondag 23 september 2012, 14.30 uur                               | NAC Breda | 2 – 1 (0 – 1) | AZ                                                                                               | : Maarten Martens |
| Rat Verlegh Stadion, Breda toeschouwers: 17.900 Scheidsrechter: Eric Braamhaar | Kees Luyckx 67' Sepp de Roover 73' Jordy Buijs 81'                                                                         |               | '35 Adam Maher                                                                                   | Basisopstelling AZ: Esteban Alvarado; Dirk Marcellis, Etiënne Reijnen, Nick Viergever, Donny Gorter; Adam Maher, Erik Falkenburg, Viktor Elm; Roy Beerens, Jozy Altidore, Maarten Martens Toegepaste wissels AZ: '67 Falkenburg Henriksen '74 Martens Guðmundsson '78 Reijnen Boymans     |
| Bijzonderheden:                                                                | |               |                                                                                                  | |
|                                                                                | |               |                                                                                                  | |
| Speelronde 7 Zondag 30 september 2012, 12.30 uur                               | AZ | 3 – 3 (2 – 2) | RKC Waalwijk                                                                                     | : Maarten Martens |
| AFAS Stadion, Alkmaar toeschouwers: 15.830 Scheidsrechter: Kevin Blom          | Viktor Elm 5' Jozy Altidore 24' Nick Viergever 34' Adam Maher 86'                                                          |               | '16 Teddy Chevalier '19 Ard van Peppen '27 Frank van Mosselveld '32 Jeff Stans '47 Henrico Drost | Basisopstelling AZ: Esteban Alvarado; Dirk Marcellis, Etiënne Reijnen, Nick Viergever, Donny Gorter; Markus Henriksen, Adam Maher, Viktor Elm; Roy Beerens, Jozy Altidore, Maarten Martens Toegepaste wissels AZ: '59 Martens Guðmundsson '67 Beerens Rosheuvel '76 Gorter Falkenburg     |
| Bijzonderheden:                                                                | |               |                                                                                                  | |

#### Speelronde 8 t/m 17 (oktober, november, december)
|                                                                                  |                                                                               |               |                                                                               | |
| Speelronde 8 Zondag 7 oktober 2012, 16.30 uur                                    | FC Twente                                                                     | 3 – 0 (1 – 0) | AZ                                                                            | : Nick Viergever |
| Grolsch Veste, Enschede toeschouwers: 29.500 Scheidsrechter: Danny Makkelie      | Nacer Chadli 20' Roberto Rosales 36' Dušan Tadić (pen) 60' Luc Castaignos 62' |               | '11 Donny Gorter '51 Adam Maher '52 Jozy Altidore '52 Jozy Altidore           | Basisopstelling AZ: Esteban Alvarado; Dirk Marcellis, Etiënne Reijnen, Nick Viergever, Donny Gorter; Markus Henriksen, Adam Maher, Viktor Elm; Roy Beerens, Jozy Altidore, Jóhann Berg Guðmundsson Toegepaste wissels AZ: '67 Beerens Rosheuvel '74 Guðmundsson Falkenburg                         |
| Bijzonderheden:                                                                  |                                                                               |               |                                                                               | |
|                                                                                  |                                                                               |               |                                                                               | |
| Speelronde 9 Zaterdag 20 oktober 2012, 20.45 uur                                 | AZ                                                                            | 0 – 2 (0 – 2) | N.E.C.                                                                        | : Nick Viergever |
| AFAS Stadion, Alkmaar toeschouwers: 16.378 Scheidsrechter: Dennis Higler         | Steven Berghuis 29'                                                           |               | '15 Ryan Koolwijk '17 Ryan Koolwijk '71 Michel Breuer                         | Basisopstelling AZ: Esteban Alvarado; Dirk Marcellis, Etiënne Reijnen, Nick Viergever, Donny Gorter; Markus Henriksen, Viktor Elm, Steven Berghuis; Roy Beerens, Ruud Boymans, Jóhann Berg Guðmundsson Toegepaste wissels AZ: '67 Reijnen Ortíz '67 Beerens Rosheuvel '74 Boymans Messaoud         |
| Bijzonderheden:                                                                  |                                                                               |               |                                                                               | |
|                                                                                  |                                                                               |               |                                                                               | |
| Speelronde 10 Zondag 28 oktober 2012, 16.30 uur                                  | Vitesse                                                                       | 1 – 2 (0 – 1) | AZ                                                                            | : Nick Viergever |
| GelreDome, Arnhem toeschouwers: 18.035 Scheidsrechter: Pieter Vink               | Marco van Ginkel 72'                                                          |               | '39 Roy Beerens '48 Viktor Elm '85 Nick Viergever '38 Jóhann Berg Guðmundsson | Basisopstelling AZ: Esteban Alvarado; Dirk Marcellis, Etiënne Reijnen, Nick Viergever, Donny Gorter; Markus Henriksen, Viktor Elm, Adam Maher; Roy Beerens, Jozy Altidore, Jóhann Berg Guðmundsson Toegepaste wissels AZ: '81 Beerens Rosheuvel                                                    |
| Bijzonderheden:                                                                  |                                                                               |               |                                                                               | |
|                                                                                  |                                                                               |               |                                                                               | |
| Speelronde 11 Zondag 4 november 2013, 14.30 uur                                  | AZ                                                                            | 1 – 2 (0 – 0) | VVV-Venlo                                                                     | : Nick Viergever |
| AFAS Stadion, Alkmaar toeschouwers: 16.184 Scheidsrechter: Tom van Sichem        | Erik Falkenburg 87'                                                           |               | '37 Marcel Seip '79 Barry Maguire '90+4 Aleksander Radosavljevic              | Basisopstelling AZ: Esteban Alvarado; Dirk Marcellis, Etiënne Reijnen, Nick Viergever, Donny Gorter; Markus Henriksen, Adam Maher, Viktor Elm; Roy Beerens, Jozy Altidore, Jóhann Berg Guðmundsson Toegepaste wissels AZ: '66 Reijnen Falkenburg '74 Beerens Rosheuvel '80 Maher Berghuis          |
| Bijzonderheden:                                                                  |                                                                               |               |                                                                               | |
|                                                                                  |                                                                               |               |                                                                               | |
| Speelronde 12 Zaterdag 10 november 2012, 19.45 uur                               | ADO Den Haag                                                                  | 2 – 2 (1 – 1) | AZ                                                                            | : Nick Viergever |
| Kyocera Stadion, Den Haag toeschouwers: 11.000 Scheidsrechter: Ruud Bossen       | Charlton Vicento 34' Danny Holla (pen) 47' Kenneth Omeruo 76' Danny Holla 79' |               | '22 Erik Falkenburg '64 Jozy Altidore '79 Esteban Alvarado                    | Basisopstelling AZ: Esteban Alvarado; Dirk Marcellis, Etiënne Reijnen, Nick Viergever, Donny Gorter; Markus Henriksen, Erik Falkenburg, Viktor Elm; Roy Beerens, Jozy Altidore, Jóhann Berg Guðmundsson Toegepaste wissels AZ: '54 Elm Berghuis '65 Beerens Rosheuvel                              |
| Bijzonderheden:                                                                  |                                                                               |               |                                                                               | |
|                                                                                  |                                                                               |               |                                                                               | |
| Speelronde 13 Zaterdag 17 november 2012, 20.45 uur                               | FC Groningen                                                                  | 1 – 1 (0 – 0) | AZ                                                                            | : Nick Viergever |
| Euroborg, Groningen toeschouwers: 21.045 Scheidsrechter: Jan Wegereef            | Michael de Leeuw 31' Tim Sparv 57'                                            |               | '72 Adam Maher '82 Markus Henriksen '86 Dirk Marcellis                        | Basisopstelling AZ: Esteban Alvarado; Dirk Marcellis, Etiënne Reijnen, Nick Viergever, Donny Gorter; Adam Maher, Markus Henriksen, Steven Berghuis; Roy Beerens, Jozy Altidore, Jóhann Berg Guðmundsson Toegepaste wissels AZ: '54 Guðmundsson Falkenburg                                          |
| Bijzonderheden:                                                                  |                                                                               |               |                                                                               | |
|                                                                                  |                                                                               |               |                                                                               | |
| Speelronde 14 Zondag 25 november 2012, 14.30 uur                                 | AZ                                                                            | 0 – 2 (0 – 0) | Feyenoord                                                                     | : Nick Viergever |
| AFAS Stadion, Alkmaar toeschouwers: 16.000 Scheidsrechter: Kevin Blom            | Steven Berghuis 42' Adam Maher 66' Dirk Marcellis 84'                         |               | '41 Joris Mathijsen '66 Tonny Trindade de Vilhena '88 Ruben Schaken           | Basisopstelling AZ: Esteban Alvarado; Dirk Marcellis, Etiënne Reijnen, Nick Viergever, Donny Gorter; Markus Henriksen, Adam Maher, Steven Berghuis; Roy Beerens, Jozy Altidore, Jóhann Berg Guðmundsson Toegepaste wissels AZ: '71 Guðmundsson Falkenburg '78 Beerens Rosheuvel '78 Berghuis Ortíz |
| Bijzonderheden:                                                                  |                                                                               |               |                                                                               | |
|                                                                                  |                                                                               |               |                                                                               | |
| Speelronde 15 Zondag 2 december 2012, 14.30 uur                                  | FC Utrecht                                                                    | 2 – 1 (0 – 0) | AZ                                                                            | : Nick Viergever |
| Stadion Galgenwaard, Utrecht toeschouwers: 17.065 Scheidsrechter: Pieter Vink    | Leon de Kogel 48' Jacob Mulenga 83'                                           |               | '50 Etiënne Reijnen '64 Markus Henriksen '71 Viktor Elm '86 Nick Viergever    | Basisopstelling AZ: Esteban Alvarado; Thomas Lam, Etiënne Reijnen, Nick Viergever; Adam Maher, Markus Henriksen, Viktor Elm, Donny Gorter; Roy Beerens, Jozy Altidore, Jóhann Berg Guðmundsson Toegepaste wissels AZ: '68 Guðmundsson Berghuis '76 Gorter Wijnaldum '84 Lam Falkenburg             |
| Bijzonderheden:                                                                  |                                                                               |               |                                                                               | |
|                                                                                  |                                                                               |               |                                                                               | |
| Speelronde 16 Zaterdag 8 december 2012, 19.45 uur                                | AZ                                                                            | 0 – 0 (0 – 0) | Willem II                                                                     | : Nick Viergever |
| AFAS Stadion, Alkmaar toeschouwers: 16.072 Scheidsrechter: Ed Janssen            | Mattias Johansson 34'                                                         |               | '19 Jens Podevijn '72 Sofian Akouili                                          | Basisopstelling AZ: Esteban Alvarado; Mattias Johansson, Etiënne Reijnen, Nick Viergever Giliano Wijnaldum; Adam Maher, Markus Henriksen, Viktor Elm; Roy Beerens, Jozy Altidore, Jóhann Berg Guðmundsson Toegepaste wissels AZ: '67 Guðmundsson Berghuis '84 Reijnen Falkenburg                   |
| Bijzonderheden:                                                                  |                                                                               |               |                                                                               | |
|                                                                                  |                                                                               |               |                                                                               | |
| Speelronde 17 Zaterdag 15 december 2012, 18.45 uur                               | PEC Zwolle                                                                    | 1 – 2 (0 – 2) | AZ                                                                            | : Nick Viergever |
| IJsseldelta Stadion, Zwolle toeschouwers: 11.061 Scheidsrechter: Jochem Kamphuis | Denni Avdić 56' Joey van den Berg 78' Gerard Aafjes 90+3'                     |               | '2 Jozy Altidore '33 Jozy Altidore '50 Giliano Wijnaldum '80 Markus Henriksen | Basisopstelling AZ: Esteban Alvarado; Dirk Marcellis, Etiënne Reijnen, Nick Viergever Giliano Wijnaldum; Adam Maher, Markus Henriksen, Viktor Elm; Roy Beerens, Jozy Altidore, Jóhann Berg Guðmundsson Toegepaste wissels AZ: '81 Wijnaldum Gorter '86 Guðmundsson Berghuis                        |
| Bijzonderheden:                                                                  |                                                                               |               |                                                                               | |

#### Speelronde 18 t/m 24 (december, januari, februari)
|                                                                                       | |               | | |
| Speelronde 18 Vrijdag 21 december 2012, 20.00 uur                                     | AZ | 0 – 3 (0 – 0) | FC Twente | : Nick Viergever |
| AFAS Stadion, Alkmaar toeschouwers: 16.556 Scheidsrechter: Richard Liesveld           | Etiënne Reijnen 48'                                                                                       |               | '47 Nacer Chadli '75 Luc Castaignos '82 Nacer Chadli '86 Dušan Tadić                                                 | Basisopstelling AZ: Esteban Alvarado; Dirk Marcellis, Etiënne Reijnen, Nick Viergever, Giliano Wijnaldum; Markus Henriksen, Adam Maher, Viktor Elm; Roy Beerens, Jozy Altidore, Jóhann Berg Guðmundsson Toegepaste wissels AZ: '70 Guðmundsson Berghuis '79 Reijnen M. Johansson '79 Beerens Boymans          |
| Bijzonderheden:                                                                       | |               | | |
|                                                                                       | |               | | |
| Speelronde 19 Zaterdag 19 januari 2013, 19.45 uur                                     | AZ | 4 – 1 (0 – 0) | Vitesse | : Nick Viergever |
| AFAS Stadion, Alkmaar toeschouwers: 16.078 Scheidsrechter: Jan Wegereef               | Jozy Altidore 55' Roy Beerens 62' Jozy Altidore 64' Nick Viergever 71' Jozy Altidore 77'                  |               | '31 Simon Cziommer '83 Gael Kakuta                                                                                   | Basisopstelling AZ: Esteban Alvarado; Dirk Marcellis, Etiënne Reijnen, Nick Viergever, Donny Gorter; Markus Henriksen, Adam Maher, Viktor Elm; Roy Beerens, Jozy Altidore, Jóhann Berg Guðmundsson Toegepaste wissels AZ: '79 Beerens M. Johansson                                                            |
| Bijzonderheden:                                                                       | |               | | |
|                                                                                       | |               | | |
| Speelronde 20 Vrijdag 25 januari 2013, 20.00 uur                                      | VVV-Venlo                                                                                                 | 1 – 4 (0 – 1) | AZ | : Viktor Elm |
| Seacon Stadion - De Koel -, Venlo toeschouwers: 5.900 Scheidsrechter: Björn Kuipers   | Uche Nwofor 52' Nils Roseler 54' Aleksander Radosavljevic 54' Marcel Seip 60'                             |               | '27 Adam Maher '41 Esteban Alvarado '55 Donny Gorter (pen) '62 Jozy Altidore '67 Etiënne Reijnen                     | Basisopstelling AZ: Esteban Alvarado; Dirk Marcellis, Etiënne Reijnen, Giliano Wijnaldum, Donny Gorter; Markus Henriksen, Adam Maher, Viktor Elm; Roy Beerens, Jozy Altidore, Jóhann Berg Guðmundsson Toegepaste wissels AZ: '63 Guðmundsson Berghuis '86 Beerens Rosheuvel                                   |
| Bijzonderheden:                                                                       | |               | | |
|                                                                                       | |               | | |
| Speelronde 21 Zaterdag 2 februari 2013, 18.45 uur                                     | AZ | 0 – 1 (0 – 1) | FC Groningen | : Nick Viergever |
| AFAS Stadion, Alkmaar toeschouwers: 16.454 Scheidsrechter: Dennis Higler              | Adam Maher 55' Markus Henriksen 58' Viktor Elm 65' Jozy Altidore 78'                                      |               | '27 Andraž Kirm '38 Género Zeefuik '45 Leandro Bacuna '46 Rasmus Lindgren '77 Virgil van Dijk                        | Basisopstelling AZ: Esteban Alvarado; Dirk Marcellis, Etiënne Reijnen, Nick Viergever, Donny Gorter; Markus Henriksen, Adam Maher, Viktor Elm; Roy Beerens, Jozy Altidore, Jóhann Berg Guðmundsson Toegepaste wissels AZ: '61 Guðmundsson Overtoom '75 Reijnen Berghuis '78 Beerens M. Johansson              |
| Bijzonderheden:                                                                       | |               | | |
|                                                                                       | |               | | |
| Speelronde 22 Zondag 10 februari 2013, 14.30 uur                                      | Feyenoord                                                                                                 | 3 – 1 (1 – 0) | AZ | : Nick Viergever (tot 67e min.) : Dirk Marcellis (vanaf 67e min.) |
| De Kuip, Rotterdam toeschouwers: 45.000 Scheidsrechter: –                             | Jean-Paul Boëtius 25' Joris Mathijsen 56' Lex Immers 60' Jordy Clasie 72' Tonny Trindade de Vilhena 90+3' |               | '53 Jóhann Berg Guðmundsson '56 Jozy Altidore '61 Dirk Marcellis '63 Roy Beerens '67 Nick Viergever '80 Donny Gorter | Basisopstelling AZ: Esteban Alvarado; Dirk Marcellis, Etiënne Reijnen, Nick Viergever, Donny Gorter; Adam Maher, Markus Henriksen, Willie Overtoom; Roy Beerens, Jozy Altidore, Jóhann Berg Guðmundsson Toegepaste wissels AZ: '64 Guðmundsson Berghuis '69 Beerens Wijnaldum                                 |
| Bijzonderheden:                                                                       | |               | | |
|                                                                                       | |               | | |
| Speelronde 23 Zaterdag 16 februari 2013, 19.45 uur                                    | Roda JC                                                                                                   | 2 – 2 (1 – 1) | AZ | : Viktor Elm |
| Parkstad Limburg Stadion, Kerkrade toeschouwers: 13.474 Scheidsrechter: Björn Kuipers | Sanharib Malki Sabah 1' Frank Demouge 64' Frank Demouge 73'                                               |               | '34 Jozy Altidore '51 Willie Overtoom '55 Donny Gorter '90+3 Steven Berghuis                                         | Basisopstelling AZ: Esteban Alvarado; Dirk Marcellis, Etiënne Reijnen, Giliano Wijnaldum, Donny Gorter; Willie Overtoom, Markus Henriksen, Viktor Elm; Roy Beerens, Jozy Altidore, Jóhann Berg Guðmundsson Toegepaste wissels AZ: '35 Henriksen M. Johansson '46 Guðmundsson Berghuis '90+1 Beerens Rosheuvel |
| Bijzonderheden:                                                                       | |               | | |
|                                                                                       | |               | | |
| Speelronde 24 Zondag 24 februari 2013, 16.30 uur                                      | AZ | 0 – 1 (0 – 1) | NAC Breda | : Viktor Elm |
| AFAS Stadion, Alkmaar toeschouwers: 16.089 Scheidsrechter: Eric Braamhaar             | Donny Gorter 85'                                                                                          |               | '6 Nemanja Gudelj '83 Nemanja Gudelj                                                                                 | Basisopstelling AZ: Esteban Alvarado; Dirk Marcellis, Etiënne Reijnen, Thomas Lam, Donny Gorter; Adam Maher, Markus Henriksen, Viktor Elm; Roy Beerens, Jozy Altidore, Willie Overtoom Toegepaste wissels AZ: '62 Lam Rosheuvel '62 Beerens Guðmundsson '77 Maher Berghuis                                    |
| Bijzonderheden:                                                                       | |               | | |

#### Speelronde 25 t/m 34 (maart, april, mei)
|                                                                                          | |               |                                                                                                 | |
| Speelronde 25 Zondag 3 maart 2013, 14.30 uur                                             | RKC Waalwijk | 2 – 1 (1 – 0) | AZ                                                                                              | : Nick Viergever |
| Mandemakers Stadion, Waalwijk toeschouwers: 4.971 Scheidsrechter: Ruud Bossen            | Mart Lieder 39' Mart Lieder 77' |               | '70 Jozy Altidore                                                                               | Basisopstelling AZ: Esteban Alvarado; Dirk Marcellis, Etiënne Reijnen, Nick Viergever, Giliano Wijnaldum; Adam Maher, Markus Henriksen, Viktor Elm; Roy Beerens, Jozy Altidore, Willie Overtoom Toegepaste wissels AZ: '46 Marcellis M. Johansson '66 Overtoom Guðmundsson '78 Beerens Rosheuvel           |
| Bijzonderheden:                                                                          | |               |                                                                                                 | |
|                                                                                          | |               |                                                                                                 | |
| Speelronde 26 Zaterdag 9 maart 2013, 20.45 uur                                           | AZ | 1 – 1 (1 – 1) | ADO Den Haag                                                                                    | : Nick Viergever |
| AFAS Stadion, Alkmaar toeschouwers: 16.278 Scheidsrechter: Serdar Gözübüyük              | Viktor Elm 25' |               | '10 Mike van Duinen '15 Dion Malone '36 Tom Beugelsdijk                                         | Basisopstelling AZ: Esteban Alvarado; Dirk Marcellis, Thomas Lam, Nick Viergever, Giliano Wijnaldum; Adam Maher, Markus Henriksen, Viktor Elm; Roy Beerens, Jozy Altidore, Steven Berghuis Toegepaste wissels AZ:                                                                                          |
| Bijzonderheden:                                                                          | |               |                                                                                                 | |
|                                                                                          | |               |                                                                                                 | |
| Speelronde 27 Zondag 17 maart 2013, 14.30 uur                                            | AZ | 2 – 3 (0 – 2) | Ajax                                                                                            | : Nick Viergever |
| AFAS Stadion, Alkmaar toeschouwers: 17.001 Scheidsrechter: Björn Kuipers                 | Markus Henriksen 47' Jozy Altidore 74' Nick Viergever 83' |               | '20 Siem de Jong '22 Daley Blind '25 Ricardo van Rhijn '54 Toby Alderweireld '59 Siem de Jong   | Basisopstelling AZ: Esteban Alvarado; Dirk Marcellis, Thomas Lam, Nick Viergever, Giliano Wijnaldum; Adam Maher, Markus Henriksen, Viktor Elm; Roy Beerens, Jozy Altidore, Steven Berghuis Toegepaste wissels AZ: '75 Lam Reijnen '81 Elm Guðmundsson '81 Beerens Rosheuvel                                |
| Bijzonderheden:                                                                          | |               |                                                                                                 | |
|                                                                                          | |               |                                                                                                 | |
| Speelronde 28 Zondag 31 maart 2013, 14.30 uur                                            | Heracles Almelo | 1 – 2 (1 – 2) | AZ                                                                                              | : Nick Viergever |
| Polman Stadion, Almelo toeschouwers: 8.482 Scheidsrechter: Pol van Boekel                | Mike te Wierik 43' Mathias Schamp 51' Milano Koenders 81' |               | '22 Markus Henriksen '24 Mike te Wierik (e.d.) '31 Thomas Lam '52 Jozy Altidore                 | Basisopstelling AZ: Esteban Alvarado; Dirk Marcellis, Thomas Lam, Nick Viergever, Giliano Wijnaldum; Adam Maher, Markus Henriksen, Viktor Elm; Roy Beerens, Jozy Altidore, Steven Berghuis Toegepaste wissels AZ: '32 Beerens Reijnen '75 Berghuis Guðmundsson                                             |
| Bijzonderheden:                                                                          | |               |                                                                                                 | |
|                                                                                          | |               |                                                                                                 | |
| Speelronde 29 Zondag 7 april 2013, 14.30 uur                                             | N.E.C. | 1 – 1 (1 – 1) | AZ                                                                                              | : Nick Viergever |
| Goffertstadion, Nijmegen toeschouwers: 12.213 Scheidsrechter: Tom van Sichem             | Kevin Conboy 19' Ryan Koolwijk 24' Nick van der Velden 61' Kevin Conboy 66' |               | '17 Adam Maher '40 Etiënne Reijnen                                                              | Basisopstelling AZ: Esteban Alvarado; Dirk Marcellis, Etiënne Reijnen, Nick Viergever, Giliano Wijnaldum; Adam Maher, Markus Henriksen, Viktor Elm; Roy Beerens, Jozy Altidore, Steven Berghuis Toegepaste wissels AZ: '60 Berghuis Guðmundsson '77 Reijnen A. Jóhannsson                                  |
| Bijzonderheden:                                                                          | |               |                                                                                                 | |
|                                                                                          | |               |                                                                                                 | |
| Speelronde 30 Zondag 14 april 2013, 14.30 uur                                            | AZ | 6 – 0 (4 – 0) | FC Utrecht                                                                                      | : Nick Viergever |
| AFAS Stadion, Alkmaar toeschouwers: 16.610 Scheidsrechter: Ed Janssen                    | Willie Overtoom 15' Jozy Altidore 28' Giliano Wijnaldum 30' Jozy Altidore (pen) 34' Roy Beerens 36' Jozy Altidore (pen) 37' Mike van der Hoorn (e.d) 45+1' Markus Henriksen 61' Etiënne Reijnen 62' Aron Jóhannsson 90' |               | '20 Anouar Kali '24 Jan Wuytens '27 Anouar Kali '33 Jan Wuytens                                 | Basisopstelling AZ: Esteban Alvarado; Dirk Marcellis, Etiënne Reijnen, Nick Viergever, Giliano Wijnaldum; Adam Maher, Markus Henriksen, Willie Overtoom; Roy Beerens, Jozy Altidore, Steven Berghuis Toegepaste wissels AZ: '46 Wijnaldum Gorter '59 Berghuis Guðmundsson '64 Marcellis A. Jóhannsson      |
| Bijzonderheden:                                                                          | |               |                                                                                                 | |
|                                                                                          | |               |                                                                                                 | |
| Speelronde 31 Zaterdag 20 april 2013, 20.45 uur                                          | AZ | 1 – 3 (0 – 1) | PSV                                                                                             | : Nick Viergever |
| AFAS Stadion, Alkmaar toeschouwers: 16.679 Scheidsrechter: Richard Liesveld              | Markus Henriksen 43' Aron Jóhannsson 85' Willie Overtoom 90+2' |               | '36 Mark van Bommel '57 Dries Mertens '61 Jeremain Lens                                         | Basisopstelling AZ: Esteban Alvarado; Dirk Marcellis, Etiënne Reijnen, Nick Viergever, Giliano Wijnaldum; Adam Maher, Markus Henriksen, Viktor Elm; Roy Beerens, Jozy Altidore, Willie Overtoom Toegepaste wissels AZ: '54 Altidore A. Jóhannsson '65 Beerens Guðmundsson '71 Marcellis M. Johansson       |
| Bijzonderheden:                                                                          | |               |                                                                                                 | |
|                                                                                          | |               |                                                                                                 | |
| Speelronde 32 Vrijdag 26 april 2013, 20.00 uur                                           | SC Heerenveen | 0 – 4 (0 – 2) | AZ                                                                                              | : Nick Viergever |
| Abe Lenstra Stadion, Heerenveen toeschouwers: 25.800 Scheidsrechter: Reinold Wiedemeijer | Marten de Roon 65' |               | '15 Celso Ortíz '29 Jozy Altidore '32 Roy Beerens '63 Jóhann Berg Guðmundsson '66 Jozy Altidore | Basisopstelling AZ: Esteban Alvarado; Dirk Marcellis, Etiënne Reijnen, Nick Viergever, Giliano Wijnaldum; Adam Maher, Celso Ortíz, Viktor Elm; Roy Beerens, Jozy Altidore, Jóhann Berg Guðmundsson Toegepaste wissels AZ: '70 Elm Overtoom '73 Marcellis M. Johansson '78 Guðmundsson Berghuis             |
| Bijzonderheden:                                                                          | |               |                                                                                                 | |
|                                                                                          | |               |                                                                                                 | |
| Speelronde 33 Zondag 5 mei 2013, 12.30 uur                                               | AZ | 4 – 0 (2 – 0) | PEC Zwolle                                                                                      | : Nick Viergever |
| AFAS Stadion, Alkmaar toeschouwers: 16.567 Scheidsrechter: Jan Wegereef                  | Viktor Elm 20' Roy Beerens 39' Jozy Altidore 55' Aron Jóhannsson 62' Adam Maher 78' |               | '45 Rochdi Achenteh '52 Fred Benson                                                             | Basisopstelling AZ: Esteban Alvarado; Dirk Marcellis, Etiënne Reijnen, Nick Viergever, Giliano Wijnaldum; Adam Maher, Markus Henriksen, Viktor Elm; Roy Beerens, Jozy Altidore, Jóhann Berg Guðmundsson Toegepaste wissels AZ: '46 Marcellis M. Johansson '60 Altidore A. Jóhannsson '72 Guðmundsson Ortíz |
| Bijzonderheden:                                                                          | |               |                                                                                                 | |
|                                                                                          | |               |                                                                                                 | |
| Speelronde 34 Zondag 12 mei 2013, 14.30 uur                                              | Willem II | 2 – 0 (0 – 0) | AZ                                                                                              | : Nick Viergever |
| Koning Willem II Stadion, Tilburg toeschouwers: 11.100 Scheidsrechter: Dennis Higler     | Virgil Misidjan 47' Ricardo Ippel 55' Giliano Wijnaldum (e.d.) 66' |               |                                                                                                 | Basisopstelling AZ: Esteban Alvarado; Mattias Johansson, Etiënne Reijnen, Nick Viergever, Giliano Wijnaldum; Adam Maher, Markus Henriksen, Viktor Elm; Roy Beerens, Jozy Altidore, Jóhann Berg Guðmundsson Toegepaste wissels AZ: '46 Maher Overtoom '58 Reijnen A. Jóhannsson '73 Altidore Berghuis       |
| Bijzonderheden:                                                                          | |               |                                                                                                 | |

### KNVB Beker
| |                                                                           |               | | |
| 2e Ronde Donderdag 27 september 2012, 20.45 uur | AZ                                                                        | 4 – 1 (3 – 0) | SC Veendam | : Maarten Martens (tot 59e min.) :... (vanaf 59e min.) |
| AFAS Stadion, Alkmaar toeschouwers: Scheidsrechter: 7.686 Tom van Sichem | Viktor Elm 8' Viktor Elm 20' Viktor Elm (pen) 34' Jozy Altidore (pen) 76' |               | '62 Lars Hutten '75 Niek Loohuis '78 Tom Overtoom                                                                     | Basisopstelling AZ: Esteban Alvarado; Dirk Marcellis, Etiënne Reijnen, Nick Viergever, Donny Gorter; Adam Maher, Markus Henriksen, Viktor Elm; Mikhail Rosheuvel, Jozy Altidore, Maarten Martens Toegepaste wissels AZ: '46 Gorter Wijnaldum '59 Martens Guðmundsson '68 Marcellis M. Johansson               |
| Bijzonderheden: - AZ was gevrijwaard van de 1e ronde. In de 1e ronde deden geen clubs mee uit het betaald voetbal. - AZ kon tevens niet geloot worden tegen andere clubs die aan het begin van het seizoen Europees voetbal speelde. - SC Veendam zou later in het seizoen failliet verklaard worden. In tegenstelling tot de Jupiler League bleef deze KNVB Bekerwedstrijd wel geldig. |                                                                           |               | | |
| |                                                                           |               | | |
| 3e Ronde Donderdag 1 november 2012, 20.00 uur | Sneek Wit Zwart                                                           | 1 – 4 (0 – 1) | AZ | : Nick Viergever |
| Sportpark vv Sneek Wit Zwart, Sneek toeschouwers: 4.500 Scheidsrechter: Ed Janssen | Marc Homme van der Veen 52' ?? Derguti ??' ?? Grendel ??'                 |               | '3 Jóhann Berg Guðmundsson '47 Jóhann Berg Guðmundsson '53 Jozy Altidore '60 Jozy Altidore                            | Basisopstelling AZ: Esteban Alvarado; Dirk Marcellis, Etiënne Reijnen, Nick Viergever, Donny Gorter; Viktor Elm, Adam Maher, Markus Henriksen; Roy Beerens, Jozy Altidore, Jóhann Berg Guðmundsson Toegepaste wissels AZ: '54 Reijnen Lam '64 Elm Berghuis '72 Altidore Falkenburg                            |
| Bijzonderheden: - AZ kon in deze 3e ronde niet geloot worden tegen andere clubs die aan het begin van het seizoen Europees voetbal speelde. |                                                                           |               | | |
| |                                                                           |               | | |
| Achtste Finales Dinsdag 18 december 2012, 18.45 uur | FC Dordrecht                                                              | 2 – 4 (0 – 3) | AZ | : Nick Viergever |
| GN Bouw Stadion, Dordrecht toeschouwers: 3.156 Scheidsrechter: Serdar Gözübüyük | Moussa Kalisse 62' Lars Veldwijk (pen) 82'                                |               | '17 Dirk Marcellis '25 Jozy Altidore '29 Viktor Elm '90 Ruud Boymans                                                  | Basisopstelling AZ: Esteban Alvarado; Dirk Marcellis, Etiënne Reijnen, Nick Viergever, Donny Gorter; Adam Maher, Markus Henriksen, Viktor Elm; Roy Beerens, Jozy Altidore, Jóhann Berg Guðmundsson Toegepaste wissels AZ: '46 Elm Berghuis '72 Altidore Boymans '77 Beerens M. Johansson                      |
| Bijzonderheden: |                                                                           |               | | |
| |                                                                           |               | | |
| Kwart Finale Dinsdag 29 januari 2013, 20.00 uur | FC Den Bosch                                                              | 0 – 5 (0 – 4) | AZ | : Nick Viergever |
| Stadion De Vliert, Den Bosch toeschouwers: 4.378 Scheidsrechter: Reinold Wiedemeijer | Jelle De Bock 38' Joey Brock 51'                                          |               | '5 Viktor Elm '23 Jóhann Berg Guðmundsson '35 Adam Maher '39 Jozy Altidore (pen) '60 Adam Maher '68 Mattias Johansson | Basisopstelling AZ: Esteban Alvarado; Dirk Marcellis, Etiënne Reijnen, Nick Viergever, Donny Gorter; Markus Henriksen, Adam Maher, Viktor Elm; Roy Beerens, Jozy Altidore, Jóhann Berg Guðmundsson Toegepaste wissels AZ: '46 Reijnen Lam '54 Elm Overtoom '54 Marcellis M. Johansson                         |
| Bijzonderheden: - In de 39e minuut overwoog scheidsrechter Reinold Wiedemeijer de wedstrijd tijdelijk stil te leggen vanwege oerwoud geluiden die van enkele supporters van Den Bosch afkomstig waren richting AZ-spelers Altidore en Maher. Op aandringen van Altidore zelf werd op dat moment de wedstrijd niet stilgelegd. - De wedstrijd werd in de 52e minuut voor iets meer dan 10 minuten stilgelegd nadat er door supporters van Den Bosch ijsballen waren gegooid naar de grensrechter. |                                                                           |               | | |
| |                                                                           |               | | |
| Halve finale Woensdag 27 februari 2013, 20.45 uur | Ajax                                                                      | 0 – 3 (0 – 0) | AZ | : Nick Viergever |
| Amsterdam Arena, Amsterdam toeschouwers: 35.609 Scheidsrechter: Kevin Blom | Viktor Fischer 80'                                                        |               | '74 Jozy Altidore '86 Jóhann Berg Guðmundsson '88 Jóhann Berg Guðmundsson '90+3 Jozy Altidore                         | Basisopstelling AZ: Esteban Alvarado; Dirk Marcellis, Etiënne Reijnen, Nick Viergever, Donny Gorter; Adam Maher, Markus Henriksen, Viktor Elm; Roy Beerens, Jozy Altidore, Willie Overtoom Toegepaste wissels AZ: '29 Gorter Wijnaldum '83 Overtoom Guðmundsson '90 Beerens M. Johansson                      |
| Bijzonderheden: - AZ bereikte voor de 5e keer in haar bestaan de finale van de KNVB Beker. |                                                                           |               | | |
| |                                                                           |               | | |
| FINALE Donderdag 9 mei 2013, 18.00 uur | AZ                                                                        | 2 – 1 (2 – 1) | PSV | : Nick Viergever |
| De Kuip, Rotterdam toeschouwers: 50.000 Scheidsrechter: Björn Kuipers | Adam Maher 12' Jozy Altidore 14' Giliano Wijnaldum 54' Jozy Altidore 60'  |               | '31 Jürgen Locadia | Basisopstelling AZ: Esteban Alvarado; Dirk Marcellis, Etiënne Reijnen, Nick Viergever, Giliano Wijnaldum; Markus Henriksen, Adam Maher, Viktor Elm; Roy Beerens, Jozy Altidore, Jóhann Berg Guðmundsson Toegepaste wissels AZ: '67 Marcellis M. Johansson '74 Guðmundsson Berghuis '88 Altidore A. Jóhannsson |
| Bijzonderheden: - AZ wint voor de 4e keer in zijn bestaan de KNVB Beker. Eerder gebeurde dit in 1978, 1981 en 1982. In 2007 verloor AZ de finale van Ajax. - Hugo Hovenkamp reikte na de wedstrijd de KNVB Beker uit aan AZ-spelers Maarten Martens en Nick Viergever, de aanvoerders van het team. |                                                                           |               | | |

### Europa League

#### Kwalificatie

##### Play-offronde
| |                                        |               | | |
| Play-Offronde Donderdag 23 augustus 2012, 18:00 uur                                                                                                | Anzji Machatsjkala                     | 1 – 0 (0 – 0) | AZ | : Maarten Martens |
| Lokomotiv stadion, Moskou toeschouwers: 5.000 Scheidsrechter: Michael Koukoulakis                                                                  | Rasim Tagirbekov 49' Lacina Traoré 51' |               | '80 Maarten Martens '90 Steven Berghuis | Basisopstelling AZ: Esteban Alvarado; Dirk Marcellis, Etiënne Reijnen, Nick Viergever, Donny Gorter; Erik Falkenburg, Adam Maher, Viktor Elm; Roy Beerens, Jozy Altidore, Maarten Martens Toegepaste wissels AZ: '74 Beerens Berghuis                                               |
| Bijzonderheden: |                                        |               | | |
| |                                        |               | | |
| Play-Offronde Donderdag 30 augustus 2012, 21:00 uur                                                                                                | AZ                                     | 0 – 5 (0 – 2) | Anzji Machatsjkala | : Maarten Martens (tot 40e min.) : .... (vanaf 40e min.) |
| AFAS Stadion, Alkmaar toeschouwers: 11.512 Scheidsrechter: Svein Oddvar Moen                                                                       |                                        |               | '16 Mbark Boussoufa '37 Arseni Logashov '45 Samuel Eto'O '73 Mehdi Carcela-Gonzalez '79 Lacina Traoré '83 Mehdi Carcela-Gonzalez '90+2 Shamil Lakhiyalov | Basisopstelling AZ: Esteban Alvarado; Dirk Marcellis, Etiënne Reijnen, Nick Viergever, Donny Gorter; Erik Falkenburg, Adam Maher, Viktor Elm; Roy Beerens, Jozy Altidore, Maarten Martens Toegepaste wissels AZ: '40 Martens Guðmundsson '60 Altidore Boymans '72 Beerens Rosheuvel |
| Bijzonderheden: - AZ speelde zijn 100e Europese wedstrijd - Dit is tot op heden de grootste nederlaag die AZ heeft geleden op het Europese niveau. |                                        |               | | |

## Statistieken

### Eredivisie

#### Eindstand
| pos | club            | gs | w  | g  | v  | pnt | dv | dt | ds  |
| --- | --------------- | -- | -- | -- | -- | --- | -- | -- | --- |
| 8.  | SC Heerenveen   | 34 | 11 | 9  | 14 | 42  | 50 | 63 | −13 |
| 9.  | ADO Den Haag    | 34 | 9  | 13 | 12 | 40  | 49 | 63 | −14 |
| 10. | AZ              | 34 | 10 | 9  | 15 | 39  | 56 | 54 | +2  |
| 11. | PEC Zwolle      | 34 | 10 | 9  | 15 | 39  | 42 | 55 | −13 |
| 12. | Heracles Almelo | 34 | 9  | 11 | 14 | 38  | 58 | 71 | −13 |

*SC Heerenveen plaatste zich voor de play-offs voor een Europa League-ticket, echter hierin werd al direct verloren.

**AZ won de KNVB Beker en bereikte daardoor de play-offronde (4e voorronde) van de Europa League.

#### Winst/Gelijk/Verlies
| Speelronde | 1 | 2 | 3 | 4 | 5 | 6 | 7 | 8 | 9 | 10 | 11 | 12 | 13 | 14 | 15 | 16 | 17 | 18 | 19 | 20 | 21 | 22 | 23 | 24 | 25 | 26 | 27 | 28 | 29 | 30 | 31 | 32 | 33 | 34 |
| ---------- | - | - | - | - | - | - | - | - | - | -- | -- | -- | -- | -- | -- | -- | -- | -- | -- | -- | -- | -- | -- | -- | -- | -- | -- | -- | -- | -- | -- | -- | -- | -- |
| W/G/V      | G | W | G | V | W | V | G | V | V | W  | V  | G  | G  | V  | V  | G  | W  | V  | W  | W  | V  | V  | G  | V  | V  | G  | V  | W  | G  | W  | V  | W  | W  | V  |

Winst
Gelijk
Verlies

#### Positieverloop
| Speelronde | 1 | 2 | 3 | 4  | 5 | 6 | 7  | 8  | 9  | 10 | 11 | 12 | 13 | 14 | 15 | 16 | 17 | 18 | 19 | 20 | 21 | 22 | 23 | 24 | 25 | 26 | 27 | 28 | 29 | 30 | 31 | 32 | 33 | 34 | Eindstand |
| ---------- | - | - | - | -- | - | - | -- | -- | -- | -- | -- | -- | -- | -- | -- | -- | -- | -- | -- | -- | -- | -- | -- | -- | -- | -- | -- | -- | -- | -- | -- | -- | -- | -- | --------- |
| Stand      | 5 | 3 | 8 | 10 | 7 | 9 | 10 | 11 | 13 | 10 | 11 | 12 | 12 | 12 | 12 | 12 | 12 | 12 | 11 | 9  | 10 | 11 | 11 | 13 | 15 | 14 | 14 | 14 | 14 | 13 | 14 | 12 | 10 | 10 | 10        |

Gestegen
Gelijk
Gezakt
|              | AZ | Tegenstander |
| ------------ | -- | ------------ |
| Wedstrijden  | 34 | 34           |
| Gewonnen     | 10 | 15           |
| Gelijk       | 9  | 9            |
| Verloren     | 15 | 10           |
| Gele kaarten | 49 | 48           |
| G/R kaarten  | 2  | 2            |
| Rode kaarten | 6  | 2            |
| voor         | 56 | 54           |
| tegen        | 54 | 56           |

|              | AZ 1e sh | AZ 2e sh |
| ------------ | -------- | -------- |
| Wedstrijden  | 17       | 17       |
| Gewonnen     | 4        | 6        |
| Gelijk       | 6        | 3        |
| Verloren     | 7        | 8        |
| Gele kaarten | 25       | 24       |
| G/R kaarten  | 2        | 0        |
| Rode kaarten | 3        | 3        |
| voor         | 23       | 33       |
| tegen        | 29       | 25       |

### Totaal
|              | Eredivisie | KNVB Beker | UEFA Europa League | Totaal |
| ------------ | ---------- | ---------- | ------------------ | ------ |
| Wedstrijden  | 34         | 6          | 2                  | 42     |
| Gewonnen     | 10         | 6          | 0                  | 16     |
| Gelijk       | 9          | 0          | 0                  | 9      |
| Verloren     | 15         | 0          | 2                  | 17     |
| Gele kaarten | 49         | 4          | 2                  | 55     |
| G/R kaarten  | 2          | 0          | 0                  | 2      |
| Rode kaarten | 6          | 0          | 0                  | 6      |
| voor         | 56         | 22         | 0                  | 78     |
| tegen        | 54         | 5          | 6                  | 65     |
| Doelsaldo    | +2         | +17        | −6                 | +13    |

## Individuele Statistieken
| Speler                  | Wedstr. | Aantal doelpunten | Aantal gele kaarten | Aantal 2× geel | Aantal rode kaarten | Aantal keren gewisseld | Aantal keren ingevallen |
| ----------------------- | ------- | ----------------- | ------------------- | -------------- | ------------------- | ---------------------- | ----------------------- |
| Esteban Alvarado        | 10      | –                 | –                   | –              | –                   | 8                      | –                       |
| Dirk Marcellis          | 13      | –                 | 1                   | –              | –                   | 10                     | 1                       |
| Niklas Moisander        | 9       | –                 | –                   | –              | –                   | 8                      | 1                       |
| Nick Viergever          | 11      | –                 | –                   | –              | –                   | 10                     | –                       |
| Donny Gorter            | 13      | 4                 | –                   | –              | –                   | 10                     | –                       |
| Adam Maher              | 12      | 3                 | 1                   | –              | –                   | 6                      | 3                       |
| Viktor Elm              | 11      | 3                 | –                   | –              | –                   | 8                      | 1                       |
| Erik Falkenburg         | 12      | 4                 | –                   | –              | –                   | 11                     | 2                       |
| Roy Beerens             | 13      | 2                 | –                   | –              | –                   | 12                     | –                       |
| Ruud Boymans            | 12      | 11                | –                   | –              | –                   | 5                      | 8                       |
| Steven Berghuis         | 13      | 3                 | –                   | –              | –                   | 4                      | 9                       |
| Erik Heijblok           | 5       | –                 | –                   | –              | –                   | 1                      | 4                       |
| Mattias Johansson       | 9       | –                 | –                   | –              | –                   | 1                      | 9                       |
| Etiënne Reijnen         | 13      | 2                 | –                   | –              | –                   | 4                      | 7                       |
| Thomas Lam              | 7       | –                 | –                   | –              | –                   | 2                      | 7                       |
| Jeffrey Ket             | 6       | –                 | –                   | –              | –                   | –                      | 6                       |
| Milan Hoek              | 6       | –                 | –                   | –              | –                   | –                      | 5                       |
| Robert Klaasen          | 8       | –                 | –                   | –              | –                   | 1                      | 7                       |
| Ali Messaoud            | 2       | –                 | –                   | –              | –                   | –                      | 2                       |
| Mikhail Rosheuvel       | 7       | –                 | –                   | –              | –                   | 1                      | 7                       |
| Kevin Luckassen         | 5       | 4                 | –                   | –              | –                   | –                      | 5                       |
| Terell Ondaan           | 6       | 2                 | –                   | –              | –                   | –                      | 6                       |
| Yves De Winter          | 7       | –                 | –                   | –              | –                   | 2                      | 5                       |
| Jóhann Berg Guðmundsson | 11      | 4                 | –                   | –              | –                   | 5                      | 6                       |
| Hobie Verhulst          | 2       | –                 | –                   | –              | –                   | –                      | 2                       |
| Giliano Wijnaldum       | 9       | –                 | –                   | –              | –                   | –                      | 9                       |
| Jozy Altidore           | 11      | 4                 | –                   | –              | –                   | 8                      | 2                       |
| Maarten Martens         | 8       | –                 | –                   | –              | –                   | 4                      | 2                       |
| Ridgeciano Haps         | 4       | –                 | –                   | –              | –                   | 1                      | 4                       |
| Thom Haye               | 3       | 2                 | –                   | –              | –                   | –                      | 3                       |
| Joris van Overeem       | 2       | –                 | –                   | –              | –                   | –                      | 2                       |
| Rasmus Elm*             | 2       | –                 | –                   | –              | –                   | 2                      | –                       |
| Celso Ortíz             | 2       | –                 | –                   | –              | –                   | 1                      | 1                       |
| Markus Henriksen        | 2       | 1                 | –                   | –              | –                   | 1                      | –                       |
| Eigen doel              | –       | 1                 | –                   | –              | –                   | –                      | –                       |
| Totaal                  | 13      | 50                | 2                   | -              | -                   | -                      | -                       |

| Speler                  | Wedstr. | Aantal doelpunten | Aantal gele kaarten | Aantal 2× geel | Aantal rode kaarten | Aantal keren gewisseld | Aantal keren ingevallen |
| ----------------------- | ------- | ----------------- | ------------------- | -------------- | ------------------- | ---------------------- | ----------------------- |
| Esteban Alvarado        | 34      | 0                 | 2                   | 0              | 0                   | 0                      | 0                       |
| Dirk Marcellis          | 31      | 0                 | 4                   | 0              | 1                   | 5                      | 0                       |
| Etiënne Reijnen         | 31      | 2                 | 4                   | 1              | 0                   | 8                      | 3                       |
| Nick Viergever          | 31      | 0                 | 5                   | 0              | 1                   | 0                      | 0                       |
| Donny Gorter            | 23      | 1                 | 5                   | 0              | 0                   | 2                      | 2                       |
| Adam Maher              | 31      | 7                 | 3                   | 0              | 1                   | 3                      | 0                       |
| Viktor Elm              | 30      | 3                 | 2                   | 0              | 1                   | 3                      | 0                       |
| Markus Henriksen        | 29      | 3                 | 5                   | 0              | 0                   | 1                      | 2                       |
| Roy Beerens             | 34      | 5                 | 1                   | 0              | 0                   | 21                     | 0                       |
| Jozy Altidore           | 33      | 23                | 5                   | 1              | 0                   | 5                      | 0                       |
| Jóhann Berg Guðmundsson | 31      | 2                 | 1                   | 0              | 1                   | 13                     | 12                      |
| Erik Falkenburg         | 14      | 3                 | 0                   | 0              | 0                   | 6                      | 7                       |
| Ruud Boymans            | 5       | 0                 | 1                   | 0              | 0                   | 1                      | 4                       |
| Steven Berghuis         | 23      | 0                 | 3                   | 0              | 0                   | 5                      | 14                      |
| Mikhail Rosheuvel       | 14      | 0                 | 0                   | 0              | 0                   | 0                      | 14                      |
| Giliano Wijnaldum       | 19      | 0                 | 2                   | 0              | 0                   | 3                      | 3                       |
| Mattias Johansson       | 12      | 0                 | 1                   | 0              | 0                   | 0                      | 10                      |
| Willie Overtoom         | 9       | 1                 | 2                   | 0              | 0                   | 1                      | 3                       |
| Thomas Lam              | 6       | 0                 | 0                   | 0              | 1                   | 3                      | 1                       |
| Celso Ortíz             | 4       | 0                 | 1                   | 0              | 0                   | 0                      | 3                       |
| Aron Jóhannsson         | 5       | 3                 | 0                   | 0              | 0                   | 0                      | 5                       |
| Ali Messaoud            | 1       | 0                 | 0                   | 0              | 0                   | 0                      | 1                       |
| Maarten Martens         | 6       | 1                 | 0                   | 0              | 0                   | 4                      | 0                       |
| Niklas Moisander        | 2       | 0                 | 2                   | 0              | 0                   | 0                      | 0                       |
| Eigen doel              | –       | 2                 | –                   | –              | –                   | –                      | –                       |
| Totaal                  | 34      | 56                | 49                  | 2              | 6                   | -                      | -                       |

| Speler                  | Wedstr. | Aantal doelpunten | Aantal gele kaarten | Aantal 2× geel | Aantal rode kaarten | Aantal keren gewisseld | Aantal keren ingevallen |
| ----------------------- | ------- | ----------------- | ------------------- | -------------- | ------------------- | ---------------------- | ----------------------- |
| Esteban Alvarado        | 6       | 0                 | 0                   | 0              | 0                   | 0                      | 0                       |
| Dirk Marcellis          | 6       | 1                 | 0                   | 0              | 0                   | 3                      | 0                       |
| Etiënne Reijnen         | 6       | 0                 | 0                   | 0              | 0                   | 2                      | 0                       |
| Nick Viergever          | 6       | 0                 | 0                   | 0              | 0                   | 0                      | 0                       |
| Donny Gorter            | 5       | 0                 | 0                   | 0              | 0                   | 2                      | 0                       |
| Adam Maher              | 6       | 3                 | 0                   | 0              | 0                   | 0                      | 0                       |
| Viktor Elm              | 6       | 5                 | 0                   | 0              | 0                   | 3                      | 0                       |
| Markus Henriksen        | 6       | 0                 | 0                   | 0              | 0                   | 0                      | 0                       |
| Roy Beerens             | 5       | 0                 | 0                   | 0              | 0                   | 2                      | 0                       |
| Jozy Altidore           | 6       | 8                 | 1                   | 0              | 0                   | 3                      | 0                       |
| Jóhann Berg Guðmundsson | 6       | 4                 | 1                   | 0              | 0                   | 1                      | 2                       |
| Erik Falkenburg         | 1       | 0                 | 0                   | 0              | 0                   | 0                      | 1                       |
| Ruud Boymans            | 1       | 1                 | 0                   | 0              | 0                   | 0                      | 1                       |
| Steven Berghuis         | 3       | 0                 | 0                   | 0              | 0                   | 0                      | 3                       |
| Mikhail Rosheuvel       | 1       | 0                 | 0                   | 0              | 0                   | 0                      | 0                       |
| Giliano Wijnaldum       | 3       | 0                 | 1                   | 0              | 0                   | 0                      | 2                       |
| Mattias Johansson       | 5       | 0                 | 1                   | 0              | 0                   | 0                      | 5                       |
| Willie Overtoom         | 2       | 0                 | 0                   | 0              | 0                   | 1                      | 1                       |
| Thomas Lam              | 2       | 0                 | 0                   | 0              | 0                   | 0                      | 2                       |
| Aron Jóhannsson         | 1       | 0                 | 0                   | 0              | 0                   | 0                      | 1                       |
| Maarten Martens         | 1       | 0                 | 0                   | 0              | 0                   | 1                      | 0                       |
| Totaal                  | 6       | 22                | 4                   | -              | -                   | -                      | -                       |

| Speler                  | Wedstr. | Aantal doelpunten | Aantal gele kaarten | Aantal 2× geel | Aantal rode kaarten | Aantal keren gewisseld | Aantal keren ingevallen |
| ----------------------- | ------- | ----------------- | ------------------- | -------------- | ------------------- | ---------------------- | ----------------------- |
| Esteban Alvarado        | 2       | 0                 | 0                   | 0              | 0                   | 0                      | 0                       |
| Dirk Marcellis          | 2       | 0                 | 0                   | 0              | 0                   | 0                      | 0                       |
| Etiënne Reijnen         | 2       | 0                 | 0                   | 0              | 0                   | 0                      | 0                       |
| Nick Viergever          | 2       | 0                 | 0                   | 0              | 0                   | 0                      | 0                       |
| Donny Gorter            | 2       | 0                 | 0                   | 0              | 0                   | 0                      | 0                       |
| Erik Falkenburg         | 2       | 0                 | 0                   | 0              | 0                   | 0                      | 0                       |
| Adam Maher              | 2       | 0                 | 0                   | 0              | 0                   | 0                      | 0                       |
| Viktor Elm              | 2       | 0                 | 0                   | 0              | 0                   | 0                      | 0                       |
| Roy Beerens             | 2       | 0                 | 0                   | 0              | 0                   | 2                      | 0                       |
| Jozy Altidore           | 2       | 0                 | 0                   | 0              | 0                   | 1                      | 0                       |
| Jóhann Berg Guðmundsson | 1       | 0                 | 0                   | 0              | 0                   | 0                      | 1                       |
| Ruud Boymans            | 1       | 0                 | 0                   | 0              | 0                   | 0                      | 1                       |
| Steven Berghuis         | 1       | 0                 | 1                   | 0              | 0                   | 0                      | 1                       |
| Mikhail Rosheuvel       | 1       | 0                 | 0                   | 0              | 0                   | 0                      | 1                       |
| Maarten Martens         | 2       | 0                 | 1                   | 0              | 0                   | 1                      | 0                       |
| Totaal                  | 2       | 0                 | 2                   | -              | -                   | -                      | -                       |

## Top 3
(Oefenwedstrijden zijn niet meegeteld)

### Wedstrijden
| Grootste Overwinning 1. AZ – Utrecht 6-0 2. FC Den Bosch – AZ 0-5 3. AZ – Roda JC 4-0 ". SC Heerenveen – AZ 0-4 ". AZ – PEC Zwolle 4-0 | Grootste Nederlaag 1. AZ – Anzji Machatsjkala 0-5 2. PSV – AZ 5-1 3. FC Twente – AZ 3-0 ". AZ – FC Twente 0-3 | Meeste Doelpunten 1. PSV – AZ 5-1 (6) ". AZ – RKC Waalwijk 3-3 (6) ". AZ – FC Utrecht 6-0 (6) ". FC Dordrecht – AZ 2-4 (6) | Meeste aantal kaarten 1. AZ – FC Utrecht 8 (6 , 2 ) 2. AZ – FC Groningen 8 (7 , 1 ) 3. AZ – SC Heerenveen 7 (6 , 1 ) ". Feyenoord – AZ 7 (6 , 1 ) | Meeste aantal toeschouwers 1. AZ-PSV (bekerfinale) 50.000 2. Ajax – AZ 48.412 3. Feyenoord – AZ 45.000 |

### Spelers
| Meeste aantal wedstrijden 1. Esteban Alvarado (42) 2. Roy Beerens (41) ". Jozy Altidore (41) | Meeste aantal doelpunten 1. Jozy Altidore (31) 2. Adam Maher (10) 3. Viktor Elm (8) | Meeste aantal gele kaarten 1. Jozy Altidore (6) 2. Nick Viergever (5) ". Donny Gorter (5) ". Markus Henriksen (5) | Meeste aantal keren gewisseld 1. Roy Beerens (25) 2. Jóhann Berg Guðmundsson (14) 3. Etiënne Reijnen (10) | Meeste aantal keren ingevallen 1. Steven Berghuis (18) 2. Jóhann Berg Guðmundsson (15) ". Mikhail Rosheuvel (15) ". Mattias Johansson (15) |

ADO Den Haag ·
Ajax ·
AZ ·
Feyenoord ·
FC Groningen ·
sc Heerenveen ·
Heracles Almelo ·
NAC Breda ·
N.E.C. ·
PEC Zwolle · 
PSV ·
RKC Waalwijk ·
Roda JC Kerkrade ·
FC Twente ·
FC Utrecht ·
Vitesse ·
VVV-Venlo ·
Willem II